# Damià Mateu i Bisa
Damià Mateu i Bisa   (Llinars del Vallès, 1863 - Barcelona, 7 de desembre de 1935) fou un industrial i polític català, pare de Miquel Mateu i Pla.

## Biografia
Es llicencià en dret a la Universitat de Barcelona, però va abandonar l'exercici de l'advocacia per a centrar-se en el negoci familiar dedicat al ferro, anomenat Hijo de Miguel Mateu, que va arribar a ser una important empresa en l'àmbit estatal, i es va dedicar a fundar empreses industrials.
El 1904 creà, juntament amb Francesc Seix i Marc Birkigt, un negoci sòlid a partir de la marca Sociedad Anónima Hispano-Suiza, que es dedicà a la producció d'automòbils de luxe i competició i motors d'aviació, entre d'altres.
Damià Mateu fou també protector de l'arqueologia i les arts plàstiques, vicepresident del Banc Urquijo Català, conseller de la companyia d'assegurances Hispania, de La Maquinista Terrestre i Marítima, dedicada a la maquinària pesant i de la Cambra de Comerç i fundador de Fuerzas Hidroeléctricas de Andorra, SA.
Políticament, fou membre de la Federació Monàrquica Autonomista, ideològicament pròxim a la Lliga Regionalista, fins a l'establiment de la República, en què els seus membres s'integraren al partit catalanista conservador. Alguns cops feu d'intermediari oficiós entre aquesta i el rei Alfons XIII. El 1931 fou editor del Diari del Migdia. El 1935 es distancià ideològicament de la Lliga i passà a l'expressió catalana del partit monàrquic espanyolista, Dreta de Catalunya/Renovación Española.
Coincidint amb el 150è aniversari del naixement de Damià Mateu s'ha publicat la biografia d'aquest empresari, promotor i col·lecionista, que es va convertir en un dels personatges més significatius de la burgesia catalana del primer terç del segle xx.